# Ludwika Wujec

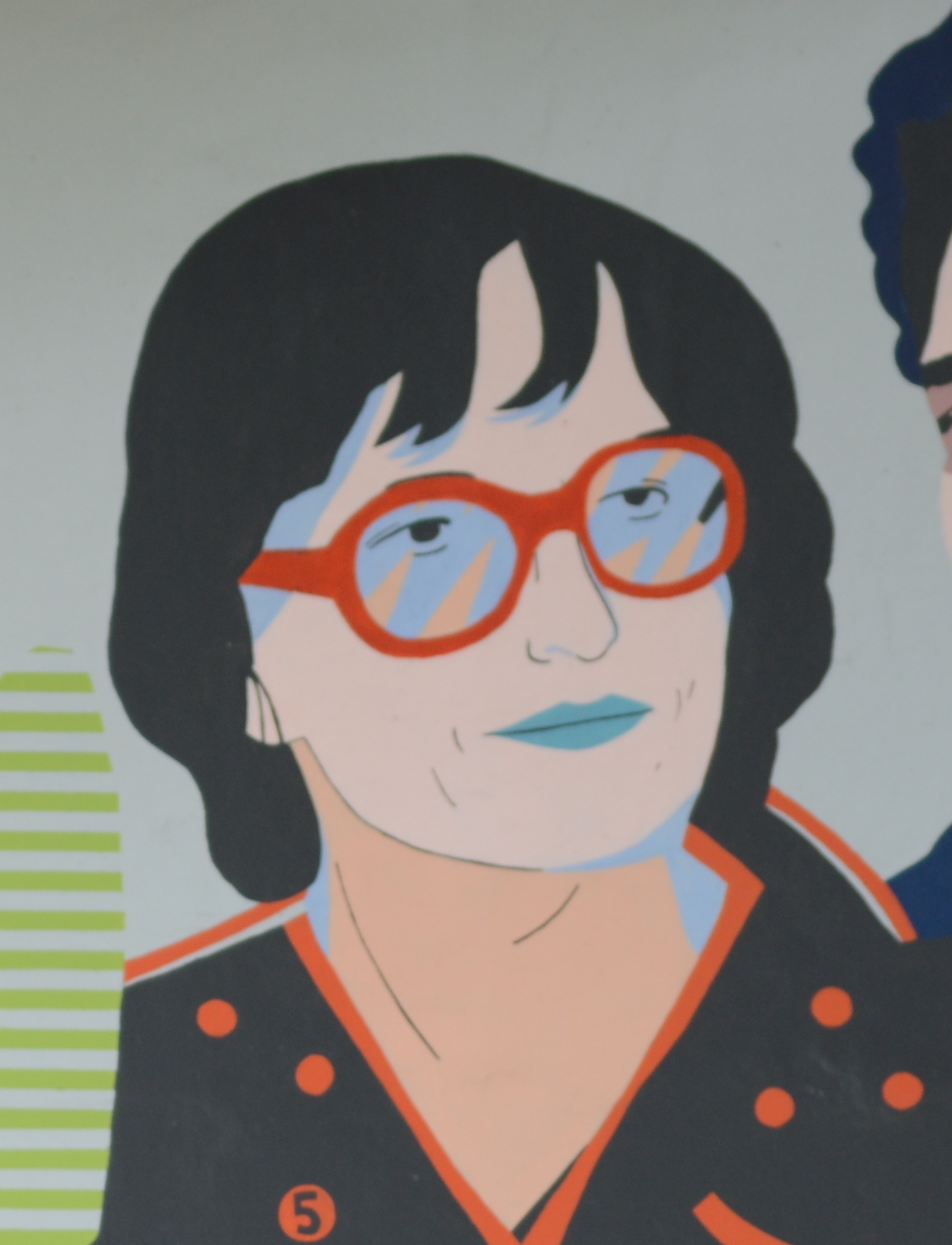
Wizerunek Ludwiki Wujec na muralu „Kobiety Wolności” w Gdańsku

Ludwika Wujec (ur. 2 kwietnia 1941 we Lwowie, zm. 26 maja 2024) – polska fizyk, nauczycielka, działaczka samorządowa i polityczna, uczestniczka opozycji demokratycznej w PRL.

## Życiorys
Urodziła się we Lwowie w rodzinie żydowskiej, jako córka Oskara (zm. 1945) i Reginy (zm. 1991) Okrentów. Studiowała fizykę na Uniwersytecie Warszawskim, w 1972 została absolwentką Wydziału Matematyki, Fizyki i Chemii na Uniwersytecie Łódzkim.
Należała do Zrzeszenia Studentów Polskich (1958–1963), Związku Młodzieży Socjalistycznej (1960–1963) oraz Polskiej Zjednoczonej Partii Robotniczej (1965–1978). Od 1963 do 1981 pracowała jako nauczycielka fizyki i matematyki.
W 1970 zawarła związek małżeński z Henrykiem Wujcem (zm. 2020). Ich syn Paweł pracował jako dziennikarz w „Gazecie Wyborczej”, a następnie w Agorze.
W 1976 została współpracowniczką Komitetu Obrony Robotników i następnie KSS „KOR”, zajmowała się organizacją wsparcia dla represjonowanych robotników m.in. z Ursusa i Radomia, redagowała czasopismo „Robotnik”. W 1980 przystąpiła do „Solidarności”, w 1981 podjęła pracę w Agencji Prasowej „Solidarność”. W stanie wojennym została internowana, zwolniono ją w marcu 1982. Podjęła współpracę z Prymasowskim Komitetem Pomocy Osobom Pozbawionym Wolności i ich Rodzinom oraz niejawnymi strukturami związku.
Od 1982 współpracowała, a od 1984 do 1989 była członkinią redakcji podziemnego „Tygodnika Mazowsze”.
Pod koniec lat 80. była m.in. asystentką Tadeusza Mazowieckiego w czasie obrad Okrągłego Stołu i zastępczynią dyrektora Biura Komitetu Obywatelskiego przy Lechu Wałęsie. Od 1990 działała w Ruchu Obywatelskim Akcja Demokratyczna, Unii Demokratycznej i Unii Wolności, pełniąc przez rok funkcję zastępcy sekretarza generalnego UD i UW. Od 1995 do 2002 zasiadała we władzach samorządu warszawskiego jako sekretarz i członkini zarządu gminy Warszawa-Centrum. W 1998 została także radną powiatu warszawskiego. W wyborach samorządowych w 2002 bez powodzenia kandydowała do Rady m.st. Warszawy z listy komitetu Unia dla Warszawy. W 2002 przeszła na emeryturę. Od 2005 była związana z Partią Demokratyczną, z której wystąpiła wraz z mężem w 2006.
Była członkinią komitetu poparcia Bronisława Komorowskiego przed przedterminowymi wyborami prezydenckimi w 2010 i przed wyborami prezydenckimi w 2015.
Została pochowana na cmentarzu Wojskowym na Powązkach w Warszawie.

## Odznaczenia i upamiętnienie
W 2006 prezydent Lech Kaczyński odznaczył ją Krzyżem Oficerskim Orderu Odrodzenia Polski. W 2015 prezydent Bronisław Komorowski nadał jej Krzyż Wolności i Solidarności. W 2016 wraz z mężem została laureatką Nagrody im. Prof. Zbigniewa Hołdy.
W 2019 jej wizerunek znalazł się na muralu „Kobiety Wolności” na stacji PKM Strzyża w Gdańsku.